# Gozechin de Mayence
Gozechin ou Gozwin (en latin Gozechinus ou Gozwinus), né au début du XIe siècle dans le diocèse de Liège, mort entre 1075 et 1080 (un 28 septembre) à Mayence, est un clerc qui fut successivement écolâtre des cathédrales de Liège et de Mayence.

## Biographie
Gozechin est l'auteur de deux textes latins du XIe siècle : l'Epistula ad Valcherum suum olim discipulum (Lettre à son ancien disciple Vaucher) et la Passio sancti Albani martyris Moguntini (Passion de saint Aubain de Mayence). Le fait que ces textes sont du même auteur (appelé « Gozechin » ou « Gozwin ») est établi par Oswald Holder-Egger dans un article de 1888.   
Né dans le diocèse de Liège sous l'épiscopat de Notger († 1008), avant 1031 il étudie à l'abbaye de Fulda auprès de Bardo (qui est archevêque de Mayence de 1031 à 1051). Vers 1044, sous l'épiscopat de Wazon, il succéda e Adelman comme écolâtre de la cathédrale Saint-Lambert, étant d'autre part chanoine de Saint-Barthélemy. Vers 1058, il quitte Liège et répond à l'invitation de l'archevêque Liutpold pour devenir écolâtre de la cathédrale de Mayence. Il est aussi prévôt du chapitre de la collégiale Sainte-Marie-en-Champs.
Il achève la rédaction de la Passion de saint Aubain (ou saint Alban) entre 1060 et 1062 : elle est précédée de deux épîtres dédicatoires, l'une adressée à l'archevêque Sigefroi (entré en fonction le 6 janvier 1060), l'autre à l'abbé Bardo, supérieur de l'abbaye Saint-Alban devant Mayence (mort en 1062). Il reste en contact avec son disciple préféré de Liège, Vaucher, qui lui copie des livres et les lui envoie ; Vaucher presse son ancien maître de revenir à Liège, et la Lettre à Vaucher, très longue épître (un véritable petit traité) où il justifie son départ, est le seul morceau qui subsiste de leur correspondance. Des éléments internes semblent indiquer qu'elle a été écrite entre 1066 et 1075.
Dans la lettre, il reconnaît que, même s'il est très bien traité à Mayence, il aurait préféré rester à Liège, qu'il célèbre comme une véritable « Athènes du Nord ». Mais il y avait des personnes dans cette ville qui s'attachaient à en noircir la réputation. Il réfute le reproche d'avoir abandonné son Église pour une autre. Il déplore les maux de son temps, le relâchement de la discipline ecclésiastique, et l'invasion de fausses doctrines, notamment celle de Bérenger de Tours, l'« apôtre de Satan ». Il soutient que devant la corruption grandissante, les meilleurs de ce temps, comme lui, se sont retirés des disputes pour se consacrer à la théologie. C'est un long développement sur des sujets assez divers.   

## Éditions
- Patrologia Latina, vol. 143, col. 885-908 (Lettre à Vaucher).
- Monumenta Germaniae Historica, Scriptores, 15, 2, p. 984-990 (Ex Passione S. Albani martyris auctore Gozwino, ed. Oswald Holger-Egger[3]).
- Epistola ad Walcherum. Apologia de barbis - R.B.C. Huygens (ed), Brepols, Corpus Christianorum Continuatio Mediaevalis, vol. 62, 1985.